# Heinz Fütterer
Heinrich Ludwig „Heinz” Fütterer (14. října 1931 Illingen – 10. února 2019) byl německý atlet, sprinter, mistr Evropy v běhu na 100 metrů z roku 1954.

## Sportovní kariéra
Bez úspěchu startoval na olympiádě v Helsinkách v roce 1952. Na evropském šampionátu v roce 1954 zvítězil ve finále běhu na 100 i 200 metrů. V závěru sezóny vyrovnal světový rekord na 100 metrů časem 10,2 s. Na dvojnásobné trati nejprve vyrovnal evropský rekord 20,9 s a poté ho o jednu desetinu ještě vylepšil. V březnu 1955 vytvořil světový halový rekord v běhu na 60 metrů 6,5 s. Z olympiády v Melbourne v roce 1956 si dovezl bronzovou medaili za třetí místo ve štafetě na 4 × 100 metrů. Jeho závěrečným mezinárodním úspěchem byl titul mistra Evropy ve štafetě na 4 × 100 metrů, který vybojoval ve Stockholmu v roce 1958.